# Alexander Fehling
Alexander Fehling (ur. 29 marca 1981 w Berlinie Wschodnim) – niemiecki aktor teatralny, filmowy i telewizyjny, scenarzysta. Najbardziej znany jest z roli sierżanta Wilhelma w filmie Quentina Tarantino Bękarty wojny (2009).

## Życiorys

### Wczesne lata
Fehling urodził się w Berlinie Wschodnim. W latach 2003–2007 studiował aktorstwo w Wyższej Szkole Aktorskiej (Hochschule für Schauspielkunst „Ernst Busch“) w Berlinie.

### Kariera
W 2005 rola Księcia w sztuce Roberta Walsera Królewna Śnieżka (Schneewittchen) na scenie Akademie der Künste przyniosła mu nagrodę O.E. Hasse-Preis. Występował potem w Berliner Ensemble i Maxim Gorki Theater Berlin. Grał m.in. w spektaklach: Wiara, nadzieja, miłość (Glaube, Liebe, Hoffnung, 2005) Ödöna von Horvátha jako Alfons Klostermeyer, operetce Die lustigen Nibelungen (2006) Oscara Strausa z tekstem Fritza Olivena jako Zygfryd, Dwaj Pikkolominowie: Rzecz w pięciu aktach (Die Piccolomini, 2007) Friedricha Schillera i Pani Bovary (2011) według powieści Gustawa Flauberta.
Po gościnnych występach w serialach ZDF Detektyw (Der Kriminalist, 2007) i KDD (KDD - Kriminaldauerdienst, 2007), zadebiutował na kinowym ekranie rolą Svena Lehnerta w dramacie A na koniec przyszli turyści (Am Ende kommen Touristen, 2007). Za debiutancką rolę otrzymał nagrodę na festiwalu filmowym w Monachium. Z kolei jego kreacja poety Johanna Wolfganga von Goethego w melodramacie Zakochany Goethe (Goethe!, 2010) z udziałem Moritza Bleibtreu została uhonorowana niemiecką nagrodą Jupiter Award oraz była nominowana do nagrody Bambi i German Film Award. Za postać Johanna Radmanna w filmie historycznym Labirynt kłamstw (Im Labyrinth des Schweigens, 2014) zdobył Bavarian Film Award.

## Wybrana filmografia
- 2007: A na koniec przyszli turyści (Am Ende kommen Touristen) jako Sven Lehnert
- 2008: Buddenbrookowie - dzieje upadku rodziny (Die Buddenbrooks) jako Morten Schwarzkopf
- 2009: Bękarty wojny (Inglourious Basterds) jako Oberfeldwebel Wilhelm
- 2009: Burza (Sturm) jako Patrick Färber
- 2009: 13 semestr (13 Semester) jako Bernd
- 2010: Zakochany Goethe (Goethe!) jako Johann Wolfgang von Goethe
- 2011: Jeśli nie my, to kto? (Wer wenn nicht wir) jako Andreas Baader
- 2011: O rzece, która była człowiekiem (Der Fluss war einst ein Mensch)
- 2012: Wir wollten aufs Meer jako Cornelis Schmidt
- 2012: Wymazany (Die Logan Verschwörung) jako Floyd
- 2012: Bez wytchnienia (Restless, TV) jako Karl-Heinz
- 2013: Buddy jako Eddie
- 2014: Labirynt kłamstw (Im Labyrinth des Schweigens) jako Johann Radmann